# اندیس تخت (سلطان حسین)
تخت(سلطان حسین) یک اندیس فلزی است که در حوالی شهر چار گنبد استان کرمان قرار دارد و مادهٔ معدنی موجود در آن، مس است.  